# Open Location Code
Open Location Code (OLC) – system siatek geograficznych służący do identyfikowania dowolnego miejsca na Ziemi. Został stworzony przez laboratoria firmy Google i opublikowany w październiku 2014 r. Kody utworzone zgodnie ze specyfikacją OLC nazywane są kodami plus (ang. plus codes).
Głównym założeniem OLC jest możliwość określania miejsc na Ziemi przy pomocy prostych w użyciu i możliwie krótkich ciągów znaków, zamiast tradycyjnej szerokości i długości geograficznej (które również mogą być notowane w jednym z kilku systemów). Kody plus mogą zastępować adresy budynków, ponadto mogą być szczególnie użyteczne na obszarach, gdzie nie istnieje oficjalny system adresacji złożony z nazwanych ulic, numerów posesji czy kodów pocztowych.
Kod plus jest formą notacji współrzędnych geograficznych, zatem jest określony dla każdego miejsca na Ziemi. Kody mają długość podobną jak numer telefonu, np. „9F4RHXWQ+4M”. Specyfikacja pozwala na użycie mniejszej liczby znaków w przypadku gdy wystarczająca jest mniejsza precyzja lub gdy kod występuje w kontekście określonego obszaru („HXWQ+4M”).
Od 2015 roku kody plus są rozpoznawane przez wyszukiwarkę Google. OLC jest praktycznie używane do adresacji w niektórych częściach Wysp Zielonego Przylądka czy Kalkuty.

## Przykład
Załóżmy, że chcemy określić lokalizację tablicy upamiętniającej wielką powódź, znajdującej się w Poznaniu na Starym Rynku. Jej współrzędne to 52°24'27,9"N 16°56'04,0"E. Punkt ten znajduje się w prostokątnym sektorze pomiędzy równoleżnikami 50 i 70°, co przekłada się na znak „9”, oraz między południkami 0° i 20°, co przekłada się na znak „F”. Lokalizację z dokładnością do 20° można zatem oznaczyć kodem „9F000000+”.
Dalsze znaki wyznaczamy dzieląc sektor z poprzedniego kroku na 20 rzędów i 20 pasów (o wymiarze 1° współrzędnych geograficznych). Tablica znajduje się w pasie nr 2 (między 52° i 53°) oraz słupie nr 16 (między 16° i 17°). Przekłada się to na znaki odpowiednio „4” i „R”. Kod plus opisujący lokalizację z precyzją 1° to „9F4R0000+”. Kolejne trzy przybliżenia przeprowadzone tą samą metodą doprowadzają do kodu „9F4RCW5M+3Q”.